# 振成樓
振成樓為一座圓形土樓，坐落於中華人民共和國福建省龍岩市永定区湖坑鎮洪坑村中南部，該樓由洪坑林氏21世林鴻超兄弟等人興建於民國元年（1912年）。
1988年，振成樓被永定縣列為文物保護單位；1991年，列為第三批福建省文物保護單位；2001年，被列为第五批全国重点文物保护单位；2008年，振成楼成为福建土楼四十六处之一，被正式列入世界文化遗产名录。